# Leinerstift

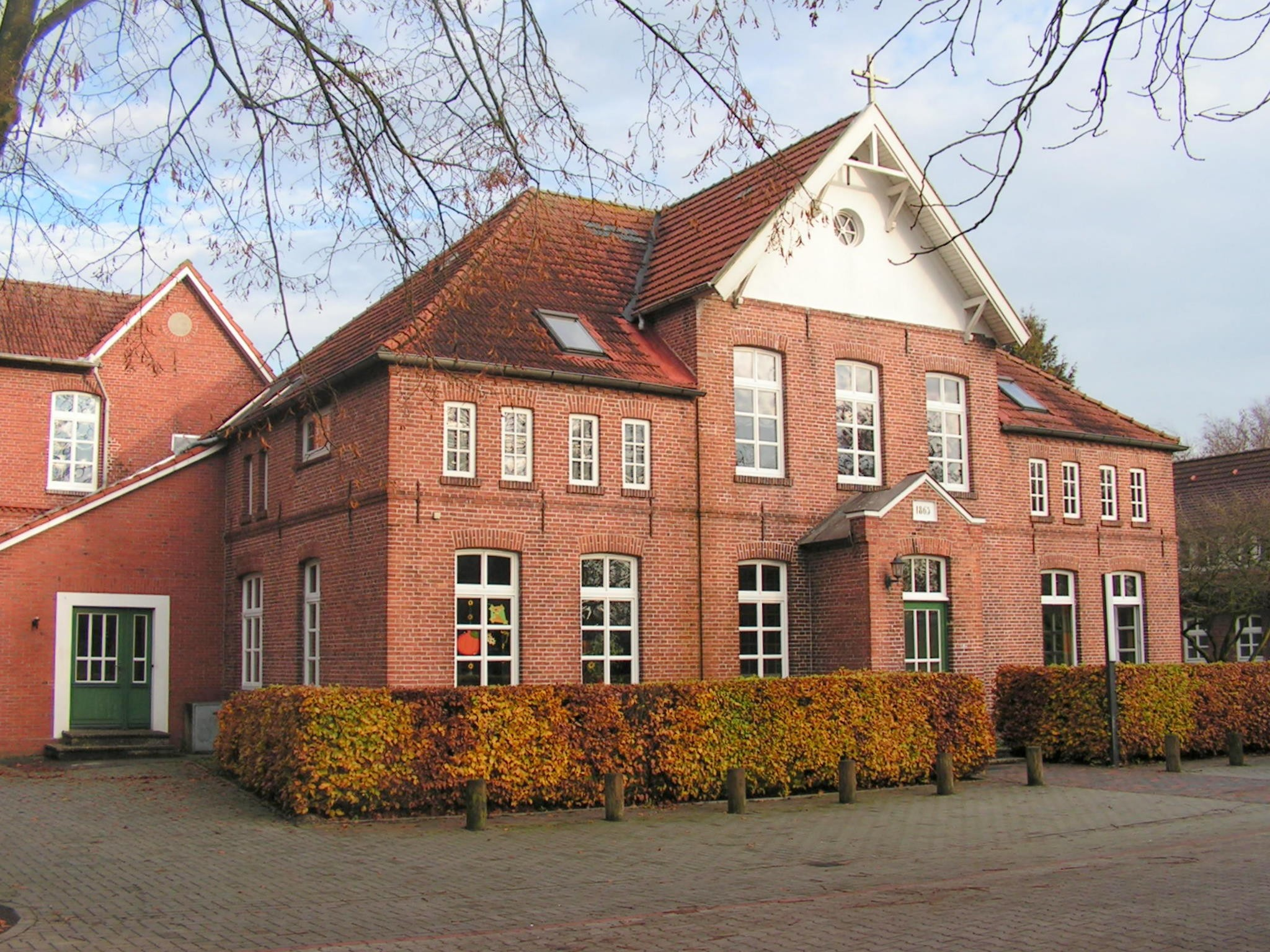
Altes Haupthaus

Das Leinerstift  ist eine diakonische Einrichtung der evangelisch-lutherischen Kirche, die in Form eines eingetragenen Vereins als freier Träger der Kinder-, Jugend- und Familienhilfe im ostfriesischen Ort Großefehn fungiert.

## Angebote
In einem weitgehend dezentralisierten System werden ca. 400 junge Menschen und deren Familien betreut. Das Leinerstift ist eine freigemeinnützige Einrichtung. An 14 Standorten in der Region Weser-Ems werden folgende Betreuungen angeboten:
- Sozialpädagogische Wohngruppen
- Heilpädagogische Wohngruppen
- Fünf-Tage-Wohngruppe
- Clearingstelle mit Notaufnahme
- Erziehungsstellen
- Tagesgruppen
- Soziale Gruppenarbeit
- Flexibel organisierte Hilfen (FloH)
- Therapeutischer Fachdienst
- Förderschule mit dem Schwerpunkt „Emotionale und Soziale Entwicklung“
- FIBUS – Flexibles intensives bedürfnisorientiertes Unterstützungssystem an der Schule

## Geschichte

Verortung in der Region Weser-Ems

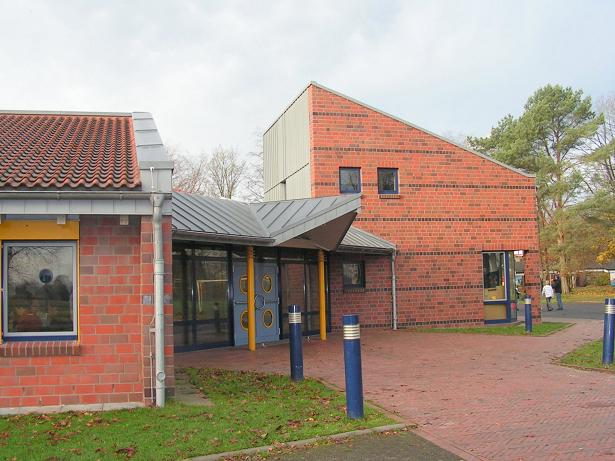
Der heutige Schuleingang

Das Leinerstift ist untrennbar verbunden mit der Person und dem Wirken von Pastor Johann Heinrich Leiner, dem es seine Entstehung verdankt und dessen Namen es trägt. Johann Heinrich Leiner (1830–1868) war der erste Pastor der evangelisch-lutherischen Kirchengemeinde in Mittegroßefehn. Im engen Kontakt zu Johann Hinrich Wichern, dem Gründer des Rauhen Hauses in Hamburg und einem der Gründer der Inneren Mission in Deutschland, gründete er 1864 in seiner Gemeinde ein Armenhaus. Die Armut war groß in den kargen Fehngemeinden: Familien zerbrachen, Kinder wurden frühzeitig zu Waisen, Männer waren obdachlos. Nach der Auffassung von Pastor Leiner sollten diese Menschen nicht nur Geld zur Linderung ihrer Not bekommen, sondern im Armenhaus Unterkunft und Verpflegung erhalten. Gleichzeitig wollte er gemeinsam mit ihnen neue Perspektiven für ihre Existenz entwickeln. Sehr bald jedoch erkannte er, dass die gemeinsame Unterbringung von Erwachsenen und Kindern den Bedürfnissen junger Menschen nicht entsprach. Bildung war ihm ein wichtiges Anliegen, und so gründete er 1865 eine Kommission (heute: Verein) für die Errichtung des „Ostfriesischen Rettungshauses“ in Großefehn. Das Haus wurde am 10. November 1868 feierlich eröffnet. 50 Kinder hatten in dem neuen Haus Platz, um darin zu wohnen, zu lernen und zu arbeiten. Bis Weihnachten 1868 waren schon 24 Kinder aufgenommen. Im Gedenken an seinen Gründer wurde das Ostfriesische Rettungshaus später in „Leinerstift“ umbenannt.
100 Jahre später setzt das Leinerstift mit der umfangreichen baulichen Erweiterung des alten „Rettungshauses“ einen ersten Meilenstein für seine zukünftige Weiterentwicklung als moderne Jugendhilfeeinrichtung.
Die Johann-Heinrich-Leiner-Schule wurde 1969 eingeweiht. Als Heimsonderschule gegründet, nimmt sie heute auch externe Schüler mit erhöhtem Förderbedarf auf.
1980 wurde in Oldenburg die erste Familienwohngruppe gegründet. Der alte Grundgedanke der Familienerziehung von Wichern verband sich mit der Neuorientierung des Leinerstiftes als Jugendhilfezentrum mit dezentralisierten Hilfeeinrichtungen. 1982 begann die Maler- und Holzwerkstatt mit der Berufsausbildung von Jugendlichen aus dem Leinerstift und der gesamten ostfriesischen Region.
1991 nahm die erste Tagesgruppe in Emden ihre Arbeit auf. Das neue Hilfeangebot sollte junge Menschen und ihre Eltern darin unterstützen, Familien- und Erziehungskrisen ohne Heimunterbringung des Problemkindes zu lösen. Ein Jahr später wurde die erste heilpädagogische Wohngruppe in Wiesmoor für junge Menschen mit besonderem Förderbedarf eröffnet. 1993 wurden die Flexibel organisierten Hilfen (FloH) ins Leben gerufen. Sie sind mit differenzierten Hilfeformen auf eine enge Zusammenarbeit mit Eltern und/oder intensive ambulante Einzelbetreuung ausgerichtet.
1994 begann eine Partnerschaft zwischen der polnischen Rehabilitationseinrichtung „Zakład Poprawczy i Schronisko dla Nieletnich w Raciborzu“ und dem Leinerstift.
Im Jahr 2002 wurden die ersten Erziehungsstellenkinder aufgenommen, die mittelfristig oder dauerhaft von ihrer Familie getrennt leben mussten. Zwei Jahre später begann die 5-Tage-Gruppe „Fokus“ mit der Heimerziehung von jungen Menschen, deren Rückkehr ins Elternhaus durch intensive Familienarbeit gefördert werden soll. 2006 wurde aus dem heilpädagogischen und psychologischen Dienst der Therapeutische Fachdienst. Die Arbeit der „Clearinggruppe“ begann 2007 mit der Notaufnahme. Hier erhalten Jugendämter in kurzer Zeit fundierte Aussagen zur Situation junger Menschen und ihrer Familien sowie eine Empfehlung für weitere Maßnahmen auf Grundlage des festgestellten Hilfebedarfs.
Die Tagesgruppe in Cloppenburg und die Wohngruppe in Aurich (neuer Name „Akzente“) zogen 2007 an neue und funktionellere Standorte. Im selben Jahr wurde die Tochterfirma „Allerhand“ gegründet, mit dem Ziel, tagesstrukturierende Maßnahmen und berufliche Anqualifizierung für junge Menschen vorzuhalten.
2008 wurde auf der Insel Borkum ein Büro für flexibel organisierte Hilfen (FloH) eingerichtet, gleichzeitig übernahm das Leinerstift in der Inselschule die Schulsozialarbeit. Der „Dorfladen Mitte“ feierte am 12. August 2010 als Lebensmittel- und Second-Hand-Nahversorger in Mittegroßefehn („Shop-in-shop-Modell“) seine Eröffnung.
Die Johann-Heinrich-Leiner-Schule gründete 2010 in Leer eine Außenstelle.